# Lars Winde
Lars Winde (født 3. december 1975) er en dansk tidligere professionel fodboldspiller, der spillede som målmand. Han er målmandstræner i AC Horsens. 
Som aktiv spillede han for AaB, SW Bregenz i Østrig og Esbjerg fB. Lars Winde er tidligere U/19- og U/21-landsholdsspiller.
Han er søn af tidligere AaB-målmand Kurt Winde.